# 24 uur van Daytona 2002
De 24 uur van Daytona 2002 was de 40e editie van deze endurancerace. De race werd verreden op 2 en 3 februari 2002 op de Daytona International Speedway nabij Daytona Beach, Florida.
De race werd gewonnen door de Doran Lista Racing #27 van Didier Theys, Fredy Lienhard, Max Papis, en Mauro Baldi. Voor Theys en Baldi was het hun tweede Daytona-zege, terwijl Lienhard en Papis hun eerste overwinning behaalden. De SRP II-klasse werd gewonnen door de Rand Racing/Risi Competizione #8 van Anthony Lazzaro, Bill Rand, Terry Borcheller en Ralf Kelleners. De GTS-klasse werd gewonnen door de Rocketsports Racing #3 van Paul Gentilozzi, Scott Pruett, Michael Lauer en Brian Simo. De GT-klasse werd gewonnen door de The Racer's Group #66 van Kevin Buckler, Michael Schrom, Jörg Bergmeister en Timo Bernhard. De AGT-klasse werd gewonnen door de Flis Racing #09 van Craig Conway, Doug Goad, Andy Pilgrim en Mike Ciasulli.

## Race
Winnaars in hun klasse zijn vetgedrukt.
| Pos. | Klasse | No. | Team                            | Coureurs                                                                | Chassis                    | Banden | Ronden |
| Pos. | Klasse | No. | Team                            | Coureurs                                                                | Motor                      | Banden | Ronden |
| ---- | ------ | --- | ------------------------------- | ----------------------------------------------------------------------- | -------------------------- | ------ | ------ |
| 1    | SRP    | 27  | Doran Lista Racing              | Didier Theys Fredy Lienhard Max Papis Mauro Baldi                       | Dallara SP1                | G      | 716    |
| 1    | SRP    | 27  | Doran Lista Racing              | Didier Theys Fredy Lienhard Max Papis Mauro Baldi                       | Judd 4.0 L V10             | G      | 716    |
| 2    | SRP    | 36  | Jim Matthews Racing             | Guy Smith Scott Sharp Robby Gordon Jim Matthews                         | Riley & Scott Mk III C     | G      | 710    |
| 2    | SRP    | 36  | Jim Matthews Racing             | Guy Smith Scott Sharp Robby Gordon Jim Matthews                         | Élan 6.0 L V8              | G      | 710    |
| 3    | SRP II | 8   | Rand Racing/Risi Competizione   | Anthony Lazzaro Bill Rand Terry Borcheller Ralf Kelleners               | Lola B2K/40                | D      | 695    |
| 3    | SRP II | 8   | Rand Racing/Risi Competizione   | Anthony Lazzaro Bill Rand Terry Borcheller Ralf Kelleners               | Nissan 3.0 L V6            | D      | 695    |
| 4    | SRP    | 38  | Champion Racing                 | Andy Wallace Sascha Maassen Hurley Haywood Lucas Luhr                   | Lola B2K/10                | G      | 681    |
| 4    | SRP    | 38  | Champion Racing                 | Andy Wallace Sascha Maassen Hurley Haywood Lucas Luhr                   | Porsche 3.6 L Turbo Flat-6 | G      | 681    |
| 5    | GTS    | 3   | Rocketsports Racing             | Paul Gentilozzi Scott Pruett Michael Lauer Brian Simo                   | Jaguar XKR                 | G      | 675    |
| 5    | GTS    | 3   | Rocketsports Racing             | Paul Gentilozzi Scott Pruett Michael Lauer Brian Simo                   | Ford 6.3 L V8              | G      | 675    |
| 6    | SRP II | 22  | Archangel Motorsport Services   | Chad Block Steven Knight Brian DeVries Mel Hawkins                      | Lola B2K/40                | D      | 670    |
| 6    | SRP II | 22  | Archangel Motorsport Services   | Chad Block Steven Knight Brian DeVries Mel Hawkins                      | Nissan 3.0 L V6            | D      | 670    |
| 7    | GT     | 66  | The Racer's Group               | Kevin Buckler Michael Schrom Jörg Bergmeister Timo Bernhard             | Porsche 996 GT3-RS         | D      | 669    |
| 7    | GT     | 66  | The Racer's Group               | Kevin Buckler Michael Schrom Jörg Bergmeister Timo Bernhard             | Porsche 3.6 L Flat-6       | D      | 669    |
| 8    | GTS    | 77  | Larbre Compétition              | Christophe Bouchut Patrice Goueslard Jean-Luc Chéreau Carl Rosenblad    | Chrysler Viper GTS-R       | G      | 665    |
| 8    | GTS    | 77  | Larbre Compétition              | Christophe Bouchut Patrice Goueslard Jean-Luc Chéreau Carl Rosenblad    | Chrysler 8.0 L V10         | G      | 665    |
| 9    | GT     | 44  | Orbit Racing                    | Gary Schultheis Tony Kester Sylvain Tremblay Selby Wellman              | Porsche 996 GT3-RS         | D      | 664    |
| 9    | GT     | 44  | Orbit Racing                    | Gary Schultheis Tony Kester Sylvain Tremblay Selby Wellman              | Porsche 3.6 L Flat-6       | D      | 664    |
| 10   | GT     | 86  | Freisinger Motorsport           | Ni Amorim Romain Dumas Stéphane Ortelli Hans Fertl                      | Porsche 996 GT3-RS         | D      | 661    |
| 10   | GT     | 86  | Freisinger Motorsport           | Ni Amorim Romain Dumas Stéphane Ortelli Hans Fertl                      | Porsche 3.6 L Flat-6       | D      | 661    |
| 11   | GT     | 68  | The Racer's Group               | Robert Nearn Robert Nagel B. J. Zacharias Larry Schumacher              | Porsche 996 GT3-R          | D      | 657    |
| 11   | GT     | 68  | The Racer's Group               | Robert Nearn Robert Nagel B. J. Zacharias Larry Schumacher              | Porsche 3.6 L Flat-6       | D      | 657    |
| 12   | SRP    | 63  | Downing/Atlanta Racing          | Charlie Nearburg Chris Ronson John Lloyd Jim Downing                    | Kudzu DLY                  | G      | 654    |
| 12   | SRP    | 63  | Downing/Atlanta Racing          | Charlie Nearburg Chris Ronson John Lloyd Jim Downing                    | Mazda 4-Rotor              | G      | 654    |
| 13   | GT     | 24  | Perspective Racing              | João Barbosa Michel Neugarten Thierry Perrier                           | Mosler MT900 R             | D      | 653    |
| 13   | GT     | 24  | Perspective Racing              | João Barbosa Michel Neugarten Thierry Perrier                           | Chevrolet 5.7 L V8         | D      | 653    |
| 14   | GT     | 40  | Alegra Motorsports/901 Shop     | Brady Refenning Catersby Jones Jake Vargo Carlos de Quesada             | BMW M3 E46                 | D      | 649    |
| 14   | GT     | 40  | Alegra Motorsports/901 Shop     | Brady Refenning Catersby Jones Jake Vargo Carlos de Quesada             | BMW 3.2 L I6               | D      | 649    |
| 15   | GT     | 43  | Orbit Racing                    | Peter Baron Kyle Petty Mike Borkowski Leo Hindery                       | Porsche 996 GT3-RS         | D      | 641    |
| 15   | GT     | 43  | Orbit Racing                    | Peter Baron Kyle Petty Mike Borkowski Leo Hindery                       | Porsche 3.6 L Flat-6       | D      | 641    |
| 16   | GT     | 57  | Seikel Motorsport               | Hugh Plumb Tony Burgess Philip Collin David Shep                        | Porsche 996 GT3-RS         | D      | 641    |
| 16   | GT     | 57  | Seikel Motorsport               | Hugh Plumb Tony Burgess Philip Collin David Shep                        | Porsche 3.6 L Flat-6       | D      | 641    |
| 17   | GTS    | 31  | Konrad Motorsport               | Charles Slater Toni Seiler Martin Short Gunnar Jeannette                | Saleen S7-R                | G      | 634    |
| 17   | GTS    | 31  | Konrad Motorsport               | Charles Slater Toni Seiler Martin Short Gunnar Jeannette                | Ford 6.9 L V8              | G      | 634    |
| 18   | GT     | 67  | The Racer's Group               | Jim Michaelian Ludovico Manfredi Paul Daniels Matt Talbert              | Porsche 996 GT3-RS         | D      | 618    |
| 18   | GT     | 67  | The Racer's Group               | Jim Michaelian Ludovico Manfredi Paul Daniels Matt Talbert              | Porsche 3.6 L Flat-6       | D      | 618    |
| 19   | GT     | 35  | ZIP Racing                      | Gerry Green R. J. Valentine Jim Walsh Rick Dilorio                      | Porsche 996 GT3-R          | D      | 608    |
| 19   | GT     | 35  | ZIP Racing                      | Gerry Green R. J. Valentine Jim Walsh Rick Dilorio                      | Porsche 3.6 L Flat-6       | D      | 608    |
| 20   | GT     | 04  | Marcos Racing International USA | Stéphane De Groodt Peter van der Kolk Pim van Riet Cougar Jacobsen      | Marcos Mantis Plus         | D      | 598    |
| 20   | GT     | 04  | Marcos Racing International USA | Stéphane De Groodt Peter van der Kolk Pim van Riet Cougar Jacobsen      | Ford 4.6 L V8              | D      | 598    |
| 21   | GT     | 72  | Jack Lewis Enterprises Ltd.     | David Murry Jack Lewis Keith Fisher Tom McGlynn                         | Porsche 996 GT3 Cup        | D      | 592    |
| 21   | GT     | 72  | Jack Lewis Enterprises Ltd.     | David Murry Jack Lewis Keith Fisher Tom McGlynn                         | Porsche 3.6 L Flat-6       | D      | 592    |
| 22   | AGT    | 09  | Flis Racing                     | Craig Conway Doug Goad Andy Pilgrim Mike Ciasulli                       | Chevrolet Corvette         | G      | 591    |
| 22   | AGT    | 09  | Flis Racing                     | Craig Conway Doug Goad Andy Pilgrim Mike Ciasulli                       | Chevrolet 5.9 L V8         | G      | 591    |
| DNF  | SRP    | 37  | Intersport Racing               | Jon Field Duncan Dayton Mike Durand Rick Sutherland                     | Lola B2K/10                | G      | 590    |
| DNF  | SRP    | 37  | Intersport Racing               | Jon Field Duncan Dayton Mike Durand Rick Sutherland                     | Judd 4.0 L V10             | G      | 590    |
| 24   | GT     | 85  | Freisinger Motorsport           | Robert Orcutt Ross Bleustein Rob Croydon Philippe Haezebrouck           | Porsche 996 GT3-RS         | D      | 579    |
| 24   | GT     | 85  | Freisinger Motorsport           | Robert Orcutt Ross Bleustein Rob Croydon Philippe Haezebrouck           | Porsche 3.6 L Flat-6       | D      | 579    |
| 25   | GT     | 33  | Scuderia Ferrari of Washington  | Cort Wagner Bill Auberlen Constantino Bertuzzi Derrike Cope             | Ferrari 360 Modena         | D      | 572    |
| 25   | GT     | 33  | Scuderia Ferrari of Washington  | Cort Wagner Bill Auberlen Constantino Bertuzzi Derrike Cope             | Ferrari 3.6 L V8           | D      | 572    |
| 26   | GT     | 98  | MAC Racing                      | Pierre Bes Marco Saviozzi Kurt Thiel David Terrien                      | Porsche 996 GT3-R          | D      | 569    |
| 26   | GT     | 98  | MAC Racing                      | Pierre Bes Marco Saviozzi Kurt Thiel David Terrien                      | Porsche 3.6 L Flat-6       | D      | 569    |
| DNF  | GT     | 96  | Mastercar SRL                   | Andrea Montermini Vincenzo Polli Franco Bertoli Sergey Zlobin           | Ferrari 360 Modena GT      | D      | 551    |
| DNF  | GT     | 96  | Mastercar SRL                   | Andrea Montermini Vincenzo Polli Franco Bertoli Sergey Zlobin           | Ferrari 3.6 L V8           | D      | 551    |
| 28   | GT     | 10  | Genesis                         | Todd Snyder Rick Fairbanks Nick Longhi Emil Assentato                   | BMW M3 E46                 | D      | 547    |
| 28   | GT     | 10  | Genesis                         | Todd Snyder Rick Fairbanks Nick Longhi Emil Assentato                   | BMW 3.2 L I6               | D      | 547    |
| 29   | SRP II | 62  | Team Spencer Motorsports        | Dennis Spencer Barry Waddell Ryan Hampton Rich Grupp                    | Kudzu DLM/FW               | D      | 533    |
| 29   | SRP II | 62  | Team Spencer Motorsports        | Dennis Spencer Barry Waddell Ryan Hampton Rich Grupp                    | Mazda 3-Rotor              | D      | 533    |
| 30   | GTS    | 42  | Team Greeneman                  | Tommy Byrne Pete Peterson Stephen Earle Richard Millman                 | Porsche 996 GT3-RS         | G      | 510    |
| 30   | GTS    | 42  | Team Greeneman                  | Tommy Byrne Pete Peterson Stephen Earle Richard Millman                 | Porsche 3.6 L Flat-6       | G      | 510    |
| 31   | GT     | 73  | Team Eurotech                   | Mike Jordan Mark Sumpter Graeme Langford David Warnock                  | Porsche 996 GT3-R          | D      | 503    |
| 31   | GT     | 73  | Team Eurotech                   | Mike Jordan Mark Sumpter Graeme Langford David Warnock                  | Porsche 3.6 L Flat-6       | D      | 503    |
| DNF  | GTS    | 00  | Bytzek Motorsports              | David Empringham Klaus Bytzek Richard Spenard James Holtom              | Porsche 911 GT1 Evo        | G      | 499    |
| DNF  | GTS    | 00  | Bytzek Motorsports              | David Empringham Klaus Bytzek Richard Spenard James Holtom              | Porsche 3.6 L Turbo Flat-6 | G      | 499    |
| DNF  | AGT    | 46  | Morgan-Dollar Motorsports       | Charles Morgan Rob Morgan Andrew Richards Stephen Richards              | Chevrolet Corvette         | G      | 493    |
| DNF  | AGT    | 46  | Morgan-Dollar Motorsports       | Charles Morgan Rob Morgan Andrew Richards Stephen Richards              | Chevrolet 5.4 L V8         | G      | 493    |
| 34   | SRP    | 87  | Sezio Florida Racing Team       | Patrice Roussel Georges Forgeois Edouard Sezionale John Mirro           | Norma M2000-02             | G      | 492    |
| 34   | SRP    | 87  | Sezio Florida Racing Team       | Patrice Roussel Georges Forgeois Edouard Sezionale John Mirro           | Ford 6.0 L V8              | G      | 492    |
| DNF  | SRP    | 30  | Intersport Racing               | Joel Field Larry Oberto Mark Neuhaus Clint Field                        | Lola B2K/10                | G      | 462    |
| DNF  | SRP    | 30  | Intersport Racing               | Joel Field Larry Oberto Mark Neuhaus Clint Field                        | Judd 4.0 L V10             | G      | 462    |
| DNF  | SRP    | 13  | Risi Competizione               | Eric van de Poele David Brabham Stefan Johansson                        | Ferrari 333 SP             | G      | 455    |
| DNF  | SRP    | 13  | Risi Competizione               | Eric van de Poele David Brabham Stefan Johansson                        | Ferrari F310E 4.0 L V12    | G      | 455    |
| 37   | GTS    | 4   | Brookspeed Racing               | Grahame Bryant Norman Goldrich David Gooding Kari Maenpaa               | Chrysler Viper GTS-R       | G      | 434    |
| 37   | GTS    | 4   | Brookspeed Racing               | Grahame Bryant Norman Goldrich David Gooding Kari Maenpaa               | Chrysler 8.0 L V10         | G      | 434    |
| DNF  | SRP    | 49  | Team Ascari                     | Werner Lupberger T. J. Bell Harri Toivonen                              | Ascari KZR-1               | G      | 429    |
| DNF  | SRP    | 49  | Team Ascari                     | Werner Lupberger T. J. Bell Harri Toivonen                              | Judd 4.0 L V10             | G      | 429    |
| 39   | GTS    | 83  | Graham Nash Motorsport          | Ian McKellar Thomas Erdos Ron Johnson Bobby Verdon-Roe                  | Saleen S7-R                | G      | 428    |
| 39   | GTS    | 83  | Graham Nash Motorsport          | Ian McKellar Thomas Erdos Ron Johnson Bobby Verdon-Roe                  | Ford 6.9 L V8              | G      | 428    |
| DNF  | AGT    | 82  | Dick Greer Racing-Wendy's       | Dick Greer Jack Willes Terry Linger John Finger                         | Chevrolet Corvette         | G      | 424    |
| DNF  | AGT    | 82  | Dick Greer Racing-Wendy's       | Dick Greer Jack Willes Terry Linger John Finger                         | Chevrolet 5.9 L V8         | G      | 424    |
| DNF  | GT     | 56  | Seikel Motorsport               | Luca Drudi Gabrio Rosa Fabio Rosa Alex Caffi                            | Porsche 996 GT3-RS         | D      | 420    |
| DNF  | GT     | 56  | Seikel Motorsport               | Luca Drudi Gabrio Rosa Fabio Rosa Alex Caffi                            | Porsche 3.6 L Flat-6       | D      | 420    |
| DNF  | GTS    | 7   | RWS Motorsport                  | Luca Riccitelli Dieter Quester Vincent Vosse Boris Said                 | Porsche 996 GT3-R          | G      | 404    |
| DNF  | GTS    | 7   | RWS Motorsport                  | Luca Riccitelli Dieter Quester Vincent Vosse Boris Said                 | Porsche 3.6 L Flat-6       | G      | 404    |
| 43   | GTS    | 51  | Team Seattle/Park Place Racing  | Chris Bingham Peter MacLeod Wade Gaughran Vic Rice                      | Saleen S7-R                | G      | 392    |
| 43   | GTS    | 51  | Team Seattle/Park Place Racing  | Chris Bingham Peter MacLeod Wade Gaughran Vic Rice                      | Ford 6.9 L V8              | G      | 392    |
| DNF  | SRP    | 20  | Dyson Racing                    | Elliott Forbes-Robinson Rob Dyson Chris Dyson Dorsey Schroeder          | Riley & Scott Mk. III      | G      | 379    |
| DNF  | SRP    | 20  | Dyson Racing                    | Elliott Forbes-Robinson Rob Dyson Chris Dyson Dorsey Schroeder          | Ford 6.0 L V8              | G      | 379    |
| DNF  | GT     | 92  | Swiss GT Racing                 | Mauro Casadei Raffaele Sangiuolo Derek Clark Jay Wilton                 | Porsche 996 GT3-R          | D      | 352    |
| DNF  | GT     | 92  | Swiss GT Racing                 | Mauro Casadei Raffaele Sangiuolo Derek Clark Jay Wilton                 | Porsche 3.6 L Flat-6       | D      | 352    |
| DNF  | SRP    | 2   | Crawford Racing                 | Jan Lammers Johnny Mowlem Tony Stewart                                  | Crawford SSC2K             | G      | 346    |
| DNF  | SRP    | 2   | Crawford Racing                 | Jan Lammers Johnny Mowlem Tony Stewart                                  | Judd 4.0 L V10             | G      | 346    |
| DNF  | GT     | 79  | J3 Racing                       | Mike Fitzgerald Justin Jackson Manuel Matos Marino Franchitti           | Porsche 996 GT3-RS         | D      | 343    |
| DNF  | GT     | 79  | J3 Racing                       | Mike Fitzgerald Justin Jackson Manuel Matos Marino Franchitti           | Porsche 3.6 L Flat-6       | D      | 343    |
| DNF  | GT     | 9   | RWS Motorsport                  | Horst Felbermayr Horst Felbermayr Jr. Paul Knapfield André Ahrlé        | Porsche 996 GT3-R          | D      | 335    |
| DNF  | GT     | 9   | RWS Motorsport                  | Horst Felbermayr Horst Felbermayr Jr. Paul Knapfield André Ahrlé        | Porsche 3.6 L Flat-6       | D      | 335    |
| DNF  | GTS    | 08  | Marcos Racing International     | Cor Euser Calum Lockie Duncan Huisman                                   | Marcos Mantara LM600       | G      | 330    |
| DNF  | GTS    | 08  | Marcos Racing International     | Cor Euser Calum Lockie Duncan Huisman                                   | Chevrolet 6.9 L V8         | G      | 330    |
| DNF  | GTS    | 53  | Team Seattle/Park Place Racing  | Ross Bentley Bruno Lambert Don Kitch jr. Dave Gaylord                   | Saleen S7-R                | G      | 311    |
| DNF  | GTS    | 53  | Team Seattle/Park Place Racing  | Ross Bentley Bruno Lambert Don Kitch jr. Dave Gaylord                   | Ford 6.9 L V8              | G      | 311    |
| DNF  | GT     | 39  | Autosport Race Team             | Tom Papadopoulos David Friedman Matt Plumb                              | Porsche 996 GT3-R          | D      | 301    |
| DNF  | GT     | 39  | Autosport Race Team             | Tom Papadopoulos David Friedman Matt Plumb                              | Porsche 3.6 L Flat-6       | D      | 301    |
| DNF  | GTS    | 12  | K&N Filters Racing              | R. K. Smith Rodney Mall Joey Scarallo Doug Dwyer                        | Ultima GTR                 | G      | 294    |
| DNF  | GTS    | 12  | K&N Filters Racing              | R. K. Smith Rodney Mall Joey Scarallo Doug Dwyer                        | Chevrolet 5.9 L V8         | G      | 294    |
| DNF  | AGT    | 19  | ACP Motorsports                 | Kerry Hitt Jim Briody Owen Trinkler Shane Lewis Jim Ludwik              | Chevrolet Corvette         | G      | 287    |
| DNF  | AGT    | 19  | ACP Motorsports                 | Kerry Hitt Jim Briody Owen Trinkler Shane Lewis Jim Ludwik              | Chevrolet 5.8 L V8         | G      | 287    |
| DNF  | SRP II | 21  | Archangel Motorsport Services   | Jeff Clinton Larry Connor Jeff Tillman Curtis Francois                  | Lola B2K/40                | D      | 285    |
| DNF  | SRP II | 21  | Archangel Motorsport Services   | Jeff Clinton Larry Connor Jeff Tillman Curtis Francois                  | Nissan 3.0 L V6            | D      | 285    |
| DNF  | GT     | 99  | Cirtek Motorsport               | Rob Wilson Martyn Konig Paul Dawson Pete Hannen                         | Porsche 996 GT3-R          | D      | 284    |
| DNF  | GT     | 99  | Cirtek Motorsport               | Rob Wilson Martyn Konig Paul Dawson Pete Hannen                         | Porsche 3.6 L Flat-6       | D      | 284    |
| DNF  | AGT    | 91  | Paladin Racing                  | Bill Beilharz Steve Lisa Paul Jenkins                                   | Oldsmobile Aurora          | G      | 275    |
| DNF  | AGT    | 91  | Paladin Racing                  | Bill Beilharz Steve Lisa Paul Jenkins                                   | Oldsmobile 5.9 L V8        | G      | 275    |
| DNF  | SRP    | 16  | Dyson Racing                    | James Weaver Butch Leitzinger Oliver Gavin                              | Riley & Scott Mk. III      | G      | 265    |
| DNF  | SRP    | 16  | Dyson Racing                    | James Weaver Butch Leitzinger Oliver Gavin                              | Ford 6.0 L V8              | G      | 265    |
| DNF  | GT     | 54  | Bell Motorsports                | Brian Cunningham Alan van der Merwe Andy Petery Ron Atapattu            | BMW M3 E46 GTR             | D      | 246    |
| DNF  | GT     | 54  | Bell Motorsports                | Brian Cunningham Alan van der Merwe Andy Petery Ron Atapattu            | BMW 5.0 L V8               | D      | 246    |
| DNF  | AGT    | 60  | Xtreme Racing Group             | Anthony Puleo Robert Dubler Ernst Gschwender Hans Hauser                | Chevrolet Corvette         | G      | 232    |
| DNF  | AGT    | 60  | Xtreme Racing Group             | Anthony Puleo Robert Dubler Ernst Gschwender Hans Hauser                | Chevrolet 6.1 L V8         | G      | 232    |
| 60   | GT     | 18  | Boston Motorsports Group        | Dilantha Malagamuwa Scott Deware Charles Lamb Martin Short              | Mosler MT900 R             | D      | 224    |
| 60   | GT     | 18  | Boston Motorsports Group        | Dilantha Malagamuwa Scott Deware Charles Lamb Martin Short              | Chevrolet 5.7 L V8         | D      | 224    |
| DNF  | GT     | 03  | Marcos Racing International USA | Martin Shuster Larry Baisden John Annis Toto Lassally                   | Marcos Mantis Plus         | D      | 219    |
| DNF  | GT     | 03  | Marcos Racing International USA | Martin Shuster Larry Baisden John Annis Toto Lassally                   | Ford 4.6 L V8              | D      | 219    |
| DNF  | SRP    | 95  | TRV Motorsport                  | Jeret Schroeder Tom Volk John Macaluso John Schneider                   | Riley & Scott Mk. III      | G      | 216    |
| DNF  | SRP    | 95  | TRV Motorsport                  | Jeret Schroeder Tom Volk John Macaluso John Schneider                   | Chevrolet 5.0 L V8         | G      | 216    |
| DNF  | AGT    | 29  | Sky Blue Racing                 | Irv Hoerr Woodson Duncan Jack Busch Darin Brassfield                    | Ford Mustang               | G      | 196    |
| DNF  | AGT    | 29  | Sky Blue Racing                 | Irv Hoerr Woodson Duncan Jack Busch Darin Brassfield                    | Ford 6.1 L V8              | G      | 196    |
| DNF  | GT     | 84  | Graham Nash Motorsport          | Tom Herridge Mike Newton Chris Ellis Marco Attard                       | Porsche 996 GT3-R          | D      | 184    |
| DNF  | GT     | 84  | Graham Nash Motorsport          | Tom Herridge Mike Newton Chris Ellis Marco Attard                       | Porsche 3.6 L Flat-6       | D      | 184    |
| DNF  | SRP    | 74  | Robinson Racing                 | Jack Baldwin Wally Dallenbach jr. George Robinson Mark Simo             | Riley & Scott Mk III C     | G      | 170    |
| DNF  | SRP    | 74  | Robinson Racing                 | Jack Baldwin Wally Dallenbach jr. George Robinson Mark Simo             | Judd 4.0 L V10             | G      | 170    |
| DNF  | SRP II | 89  | Porschehaus Racing              | Robert Julian Lynn Wilson Mayo T. Smith Adam Merzon                     | Lola B2K/40                | D      | 164    |
| DNF  | SRP II | 89  | Porschehaus Racing              | Robert Julian Lynn Wilson Mayo T. Smith Adam Merzon                     | Nissan 3.0 L V6            | D      | 164    |
| 67   | SRP    | 78  | Sezio Florida Racing Team       | Yannick Roussel John Mirro Jon Krolowicz François O'Born Anthony Kumpen | Norma M2000-01             | G      | 160    |
| 67   | SRP    | 78  | Sezio Florida Racing Team       | Yannick Roussel John Mirro Jon Krolowicz François O'Born Anthony Kumpen | Ford 4.0 L V8              | G      | 160    |
| DNF  | GTS    | 45  | American Viper Racing           | Mike Hezemans Simon Gregg Stefano Zonca Marc Bunting                    | Dodge Viper GTS-R          | G      | 132    |
| DNF  | GTS    | 45  | American Viper Racing           | Mike Hezemans Simon Gregg Stefano Zonca Marc Bunting                    | Dodge 8.0 L V10            | G      | 132    |
| DNF  | AGT    | 90  | Flis Racing                     | Kevin Harvick Rick Carelli John Metcalf Dave Liniger                    | Chevrolet Corvette         | G      | 123    |
| DNF  | AGT    | 90  | Flis Racing                     | Kevin Harvick Rick Carelli John Metcalf Dave Liniger                    | Chevrolet 5.9 L V8         | G      | 123    |
| DNF  | SRP    | 23  | Team Ascari                     | Ben Collins Klaas Zwart Christian Vann                                  | Ascari KZR-1               | G      | 116    |
| DNF  | SRP    | 23  | Team Ascari                     | Ben Collins Klaas Zwart Christian Vann                                  | BMW 4.0 L Turbo V8         | G      | 116    |
| DNF  | SRP II | 07  | G&W Motorsports                 | Darren Law Steve Marshall Armando Trentini Cort Wagner                  | Picchio D-USA              | D      | 107    |
| DNF  | SRP II | 07  | G&W Motorsports                 | Darren Law Steve Marshall Armando Trentini Cort Wagner                  | BMW 3.0 L I6               | D      | 107    |
| DNF  | GT     | 50  | AASCO/Boduck Racing             | Craig Stanton Andy Hajducky Takashi Suzuki Javier Quiros                | BMW M3 E46 GTR             | D      | 54     |
| DNF  | GT     | 50  | AASCO/Boduck Racing             | Craig Stanton Andy Hajducky Takashi Suzuki Javier Quiros                | BMW 5.0 L V8               | D      | 54     |
| DNF  | GT     | 34  | ZIP Racing                      | Spencer Pumpelly Steven Ivankovich Randy Pobst Kimberly Hiskey          | Porsche 996 GT3-RS         | D      | 15     |
| DNF  | GT     | 34  | ZIP Racing                      | Spencer Pumpelly Steven Ivankovich Randy Pobst Kimberly Hiskey          | Porsche 3.6 L Flat-6       | D      | 15     |
| DNF  | SRP    | 06  | Jacobs Motorsports              | Ian James Michael Jacobs John Paul jr. Travis Duder Michael DeFontes    | Riley & Scott Mk. III      | G      | 0      |
| DNF  | SRP    | 06  | Jacobs Motorsports              | Ian James Michael Jacobs John Paul jr. Travis Duder Michael DeFontes    | Ford 6.0 L V8              | G      | 0      |

1962 · 1963 · 1964 · 1965 · 1966 · 1967 · 1968 · 1969 · 1970 · 1971 · 1972 · 1973 · 1974 · 1975 · 1976 · 1977 · 1978 · 1979 · 1980 · 1981 · 1982 · 1983 · 1984 · 1985 · 1986 · 1987 · 1988 · 1989 · 1990 · 1991 · 1992 · 1993 · 1994 · 1995 · 1996 · 1997 · 1998 · 1999 · 2000 · 2001 · 2002 · 2003 · 2004 · 2005 · 2006 · 2007 · 2008 · 2009 · 2010 · 2011 · 2012 · 2013 · 2014 · 2015 · 2016 · 2017 · 2018 · 2019 · 2020 · 2021 · 2022 · 2023 · 2024 · 2025